# نعنای دشتی
نعنای دشتی، نعناع دشتی یا نعنادشتی(نام علمی: Mentha spicata) که نام‌های دیگر آن سوسن عنبر، سوسنبر و پونه سنبله ای می‌باشد، گونه‌ای نعنا است با ساقههای راست و بی‌کرک یا تقریباً بی‌کرک و سبز رنگ و برگ‌های بی‌دُم‌برگ یا دُم‌برگ‌دار کوتاه و بی‌کرک و تخم‌مرغی ـ مستطیلی یا مستطیلی ـ سرنیزه‌ای که دندانه‌های نوک‌تیز یا اره‌ای و باریک‌نوک در حاشیه دارد؛ و رگبرگ‌های کم‌وبیش شبکه‌ای و محبوس و گل‌آذین آن سنبله و استوانه‌ای و باریک و فشرده و چرخه‌های گل آن از هم فاصله‌دار و در انتها کم‌فاصله است.
این گیاه، خواص ضد عفونیکننده و خوشبو کنندگی در دهان و گلو را داشته و همچنین در بهبود بیماری هیرسوتیسم مؤثر است.ماده مؤثر این گیاه دارویی کاروون می‌باشد.
ماده مؤثر موجود در اسانس پونه سنبله ای به‌طور چشمگیری خاصیت ضدعفونی‌کنندگی علیه باکتریهای مولد بیماری‌های دهانی به ویژه "Staphylococus areus" داشته و از رشد این باکتری‌ها در دهان جلوگیری می‌نماید. از آنجاییکه بوی بد دهان ناشی از تجمع باکتری‌ها و اضافی مواد غذایی است، خاصیت ضدعفونی‌کنندگی و خوشبو کنندگی این گیاه به واسطه مواد مؤثر و معطر آن به ویژه کاروون، سبب آن می‌شود که این گیاه در رفع بوی بد دهان و خوشبو کنندگی آن نقش مهمی را داشته باشد.
با توجه به اینکه رشد موهای زائد در خانم‌ها در اثر بالا رفتن هورمون‌های آندروژن به ویژه تستوسترون ایجاد می‌شود، کنترل این هورمون‌ها نقش مهمی در جلوگیری از این بیماری دارد. در این خصوص طی مطالعات انجام شده اسانس پونه سنبله ای با مکانیسم‌های زیر سبب بهبود هیرسوتیسم در زنان می‌شود:
1. اسانس پونه سنبله ای فعالیت ضد آندروژنی داشته و بیان برخی از آنزیمهای سنتزکننده هورمون‌های استروئیدی مانند ۳-بتا هیدروکسی استروئید دهیدروژناز و ۱۷-بتا هیدروکسی استروئید دهیدروژناز را کاهش می‌دهد.
2. همچنین مواد مؤثر پونه سنبله ای آنتاگونیست گیرنده‌های تستوسترون در بخش‌های مختلف هیپوتالاموس–هیپوفیز-غدد جنسی بوده و به این وسیله سطح تستوسترون آزاد و کل را به‌طور چشمگیری کاهش می‌دهد. علاوه بر این مواد مؤثر قطره خوراکی پونه سنبله ای با مهار رقابتی به جایگاه اتصال هورمون-گیرنده در گیرنده‌های حساس به آندروژن متصل شده و از اتصال آندروژن به گیرنده‌ها جلوگیری می‌نماید.[۵][۶]

در مطالعه بالینی تصادفی کنترل شده، ۴۲ بیمار زن مبتلا به سندرم پلی کیستیک تخمدان چای پونه سنبله ای را ۲ بار در روز به مدت ۱ ماه در مقایسه با چای پلاسبو مصرف نمودند. در روزهای ۰، ۱۵ و ۳۰ میزان هورمون‌های آندروژن و گنادوتروپینها در سرم خون این افراد اندازه‌گیری شد. در پایان مطالعه مشخص گردید که میزان تستوسترون کل و آزاد به‌طور چشمگیری در طی ۳۰ روز در گروه تحت درمان با چای پونه سنبله ای کاهش پیدا کرده و هورمون‌های LH و FSH افزایش یافته است. میزان موهای زائد بیماران به وسیلهٔ شاخص "DQLI) "Dermatology Quality of Life Index) مورد ارزیابی قرار گرفت و نشان داده شد که در گروه مصرف‌کننده چای پونه سنبله ای موهای زائد کاهش چشمگیری یافته‌اند.
در مطالعه بالینی دیگر بر روی ۲۱ زن در محدوده سنی ۱۸ تا ۴۰ سال که از موهای زائد شکایت داشتند انجام گرفت، از این تعداد ۱۲ نفر مبتلا به سندرم پلی کیستیک تخمدان و دارای موهای زائد و ۹ نفر مبتلا به موهای زائد بدون سندرم بوده‌اند. همه این بیماران یک فنجان چای پونه سنبله ای (ml250) دو بار در روز به مدت ۵ روز در فاز فولیکولی دوره قاعدگی مصرف نمودند. نتایج نشان می‌دهد مصرف چای پونه سنبله ای در مدت زمان ذکر شده سبب کاهش میزان تستوسترون و افزایش چشمگیر LH و FSH گردیده است.

## نگارخانه

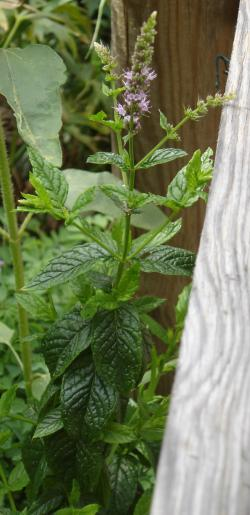
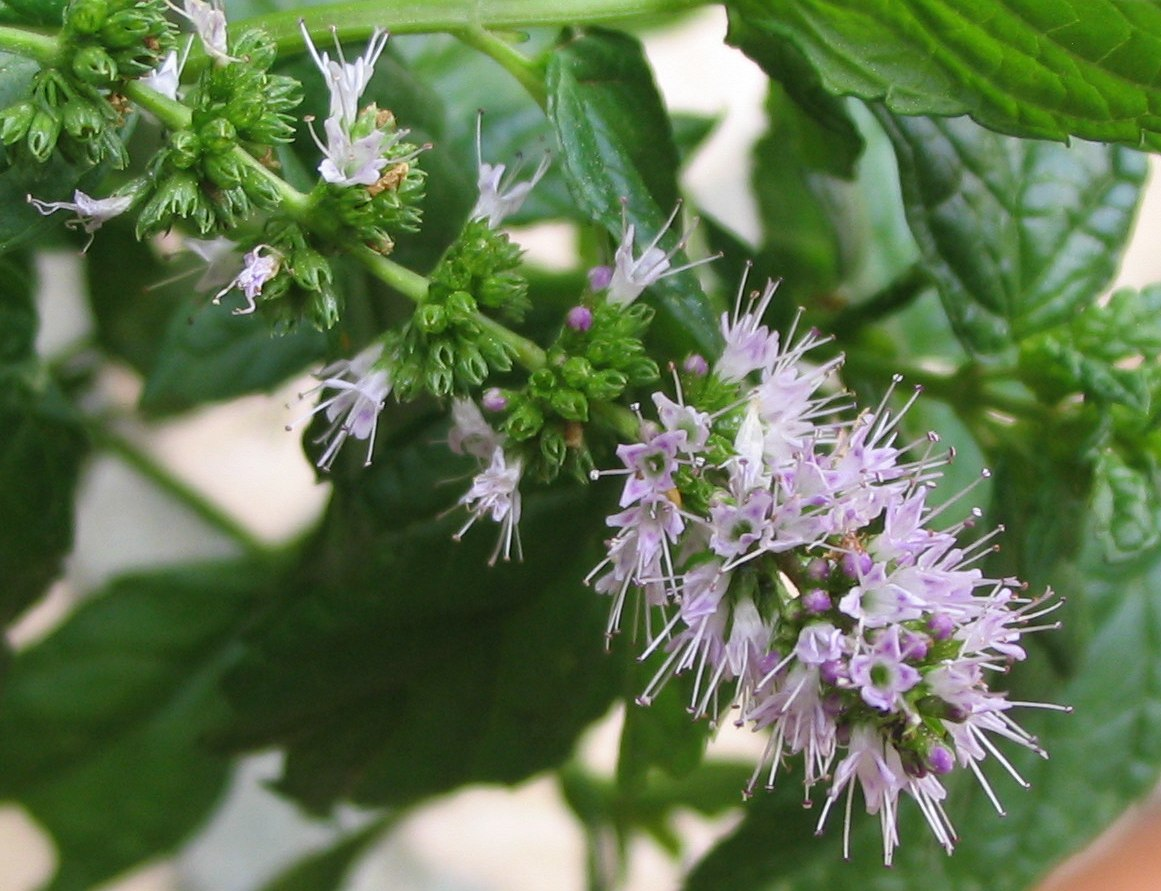
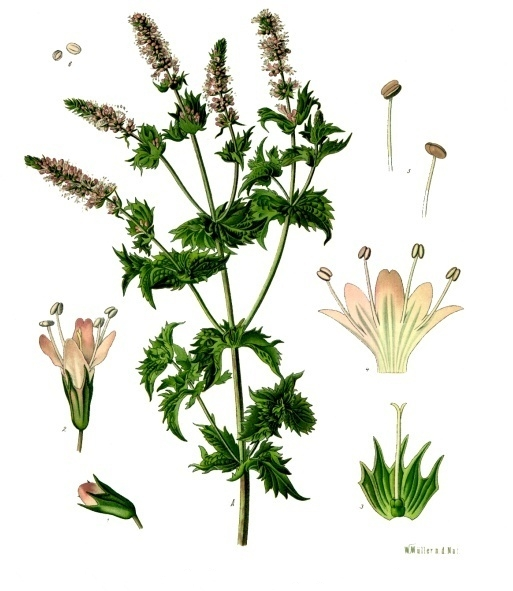
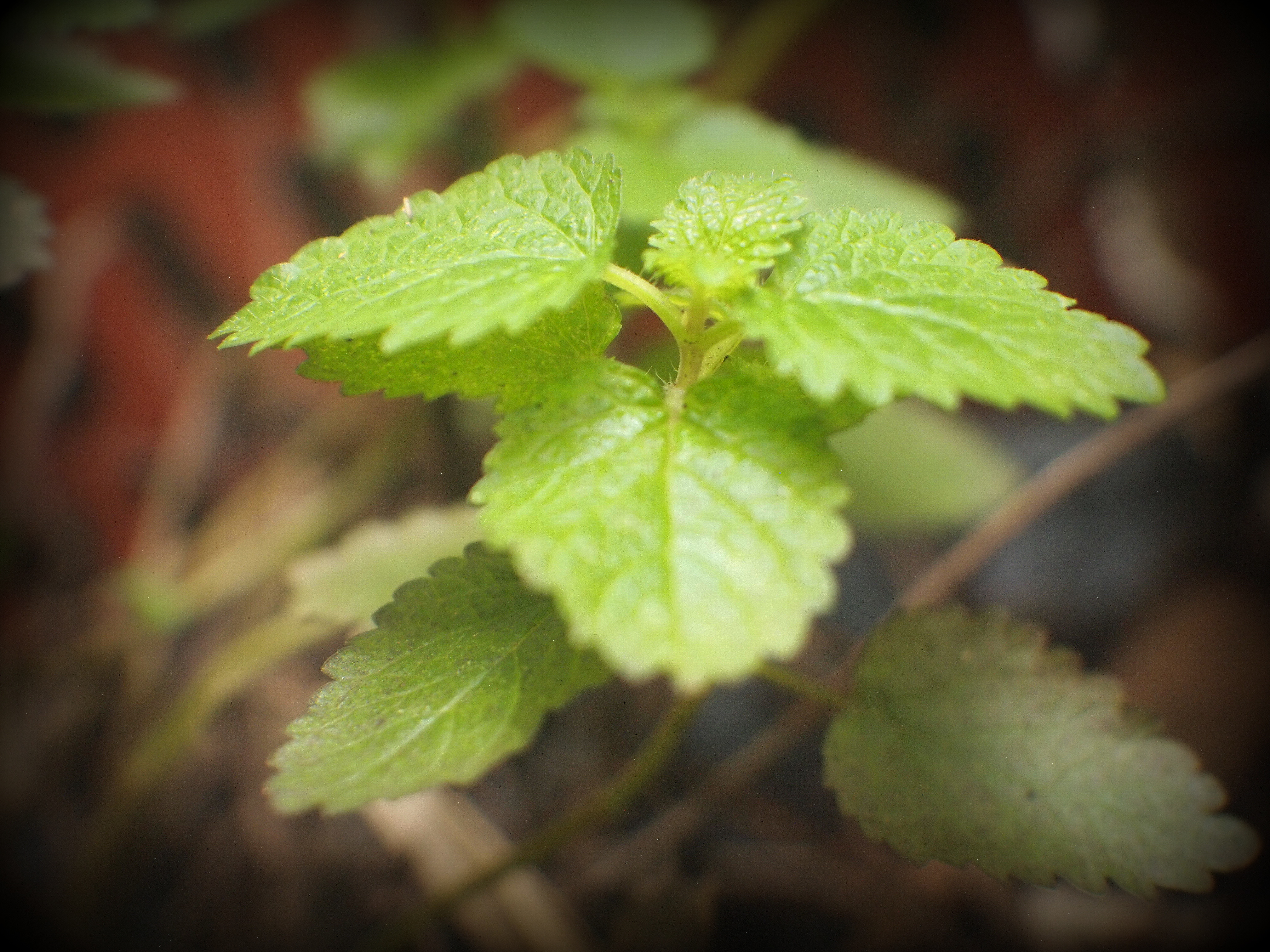